# Godzilla: Singular Point
Godzilla: Singular Point (jap. ゴジラ S.P ＜シンギュラポイント＞ Gojira shingyura pointo) – serial anime wyreżyserowany przez Atsushiego Takahashiego na podstawie scenariusza Toh EnJoe. Seria została zanimowana przez studia Bones i Orange, natomiast emitowana była od kwietnia do czerwca 2021.

## Bohaterowie[1]
- Yume Miyamoto – Mei Kamino
- Shōya Ishige – Yun Arikawa
- Tarō Kiuchi – Haberu „Barbell” Kato
- Wataru Takagi – Gorō Ōtaki
- Misaki Kuno – Pelops II
- Rie Kugimiya – Yung / Jet Jaguar
- Yōhei Azakami – Shunya Satō
- Kaho Kōda – prof. Li Guiying
- Ryōtarō Okiayu – Bearach „BB” Byrne
- Kenta Miyake – Michael Steven
- Masako Isobe – Tilda Miller
- Kenichi Suzumura – Takehiro Kai
- Runa Onodera – Lina Byrne
- Hiromichi Tezuka – Makita K. Nakagawa
- Jin Urayama – Tsunetomo Yamamoto
- Kotori Koiwai – Yukie Kanoko
- Ayako Takeuchi – Satomi Kanahara
- Tomoyuki Shimura – płk. JGSDF Yoshiyasu Matsubara

## Produkcja
6 października 2020 Tōhō Animation i Netflix ogłosiły plany dotyczące stworzenia serialu anime o Godzilli, zatytułowanego Godzilla: Singular Point. Produkcją zajęło się studio Bones we współpracy z Orange, łącząc odpowiednio style animacji odręcznej i komputerowej. Za reżyserię odpowiadał Atsushi Takahashi, scenariusz napisał Toh EnJoe, a muzykę skomponował Kan Sawada. Projekty postaci przygotowała autorka mangi Ao no Exorcist, Kazue Katō, a potwory zaprojektował były animator Studia Ghibli, Eiji Yamamori. Anime było emitowane od 1 kwietnia do 24 czerwca 2021 w Tokyo MX i innych stacjach. Motywem otwierającym jest „in case...” w wykonaniu grupy BiSH, natomiast końcowym „Aoi” (jap. 青い) autorstwa Polkadot Stingray. 25 marca 2021 serial został wydany przedpremierowo w serwisie Netflix w Japonii, a 24 czerwca tego samego roku ukazał się na całym świecie.

### Lista odcinków
| №  | Tytuł                                                    | Reżyseria                                       | Scenariusz | Premiera         |
| -- | -------------------------------------------------------- | ----------------------------------------------- | ---------- | ---------------- |
| 1  | Długa droga do domu Haruka naru ieji (はるかなるいえじ)  | Noriyuki Nomata, Takuma Suzuki                  | Toh EnJoe  | 1 kwietnia 2021  |
| 2  | Letni festiwal Manatsu oni matsuri (まなつおにまつり)    | Daisuke Tsukushi, Takuma Suzuki                 | Toh EnJoe  | 8 kwietnia 2021  |
| 3  | Rój Nobae no kyōfu (のばえのきょうふ)                    | Noriyuki Nomata, Takuma Suzuki                  | Toh EnJoe  | 15 kwietnia 2021 |
| 4  | Śledztwo Mada minu mirai wa (まだみぬみらいは)           | Tsuyoshi Tobita, Takuma Suzuki                  | Toh EnJoe  | 22 kwietnia 2021 |
| 5  | Jak wiatr Hayaki koto kaze no (はやきことかぜの)         | Satoshi Nakagawa, Takuma Suzuki                 | Toh EnJoe  | 29 kwietnia 2021 |
| 6  | Zagadkowe liczby Riron naki sūji (りろんなきすうじ)      | Daisuke Tsukushi, Takuma Suzuki, Shūji Miyahara | Toh EnJoe  | 6 maja 2021      |
| 7  | Zaburzenie czasu Jikan no gimonfu (じかんのぎもんふ)     | Daisuke Tsukushi, Takuma Suzuki, Shūji Miyahara | Toh EnJoe  | 13 maja 2021     |
| 8  | Fantom Maboroshi no sugata (まぼろしのすがた)            | Noriyuki Nomata, Takuma Suzuki, Shūji Miyahara  | Toh EnJoe  | 20 maja 2021     |
| 9  | Śmierć Taore yuku hito no (たおれゆくひとの)             | Daisuke Chiba, Takuma Suzuki, Atsushi Takahashi | Toh EnJoe  | 27 maja 2021     |
| 10 | Szyfr Rikigaku no genri (りきがくのげんり)               | Geisei Morita, Takuma Suzuki, Atsushi Takahashi | Toh EnJoe  | 3 czerwca 2021   |
| 11 | Program Rifujin na gakufu (りふじんながくふ)             | Son Seunghee, Takuma Suzuki                     | Toh EnJoe  | 10 czerwca 2021  |
| 12 | Ostateczna rozgrywka Tatakai no owari (たたかいのおわり) | Noriyuki Nomata, Nao Miyoshi, Takuma Suzuki     | Toh EnJoe  | 17 czerwca 2021  |
| 13 | Spotkanie Hajimari no futari (はじまりのふたり)          | Atsushi Takahashi                               | Toh EnJoe  | 24 czerwca 2021  |